# Joe BG
Joe BG, ou parfois typographié Joe B.G.,, de son vrai nom Jonathan Beaupré Guilbault (5 octobre 1980–27 juillet 2007) est un rappeur canadien. De son vivant, il collaborait souvent avec le groupe Sans Pression et le groupe Treizième étage.
Natif de Montréal, au Québec, il meurt en 2007 à la suite d'un incendie qui a ravagé sa demeure. Il terminait l'enregistrement d'un album et devait présenter un spectacle aux FrancoFolies de Montréal 2007. Il collaborait avec Steve Legault depuis 1999.

## Biographie
Jonathan Beaupré Guilbault est né le 5 octobre 1980 à Montréal, au Québec. Il publie son premier album, Ma définition du hip-hop, sous le nom de Mista Snake. Il se joint peu de temps après au label québécois 13 Deep et commence à collaborer avec le rappeur local Sans Pression.
Il meurt le 27 juillet 2007 à la suite d'un incendie vers 4 h heure locale qui a ravagé sa demeure dans l'arrondissement Mercier–Hochelaga-Maisonneuve, Tétreaultville, à Montréal,. Son corps est découvert sous les décombres 36 heures après l'incident. « Et, quand on dit, quand un chef des opérations dit qu'en 10 minutes il y avait 35 pompiers, c'est totalement faux. L'association, après vérification, a mentionné qu'il y avait 15 pompiers effectivement pour la force de frappe » explique le président de l'Association des pompiers de Montréal.
Deux heures avant l’incendie, Joe faisait parvenir la maquette de son album prévu le 21 août 2007. L'album a été enregistré dans son intégralité au HomeMade Studio, ravagé lui aussi dans l'incendie. Son album posthume est publié à la date prévue sous le titre Prévision locale et à l'initiative de son label 13 Deep.